# Anton Olsson
Anton Olsson, född 26 januari 2003 i Helsingborg, är en svensk professionell ishockeyspelare som spelar för Lukko i FM-ligan.

## Klubbar
- Malmö Redhawks J20, Superelit (2018/2019 – 2019/2020)
- Malmö Redhawks, SHL (2019/2020 – 2021/2022)
- Skellefteå AIK, SHL (2022/2023 – 2023/2024)
- AIK Hockey, Hockeyallsvenskan (lån 2024)
- Lukko, FM-ligan (2024/2025 –)